# الاقرن (مناخة)

تعديل مصدري - تعديل

الاقرن هي إحدى قرى عزلة حصبان بمديرية مناخة التابعة لمحافظة صنعاء، بلغ تعداد سكانها 100 نسمة حسب تعداد اليمن لعام 2004.